# Білашки (Вінницький район)
Біла́шки — село в Україні, у Погребищенській міській громаді Вінницького району Вінницької області. До 2020 центр Білашківської сільської ради. Село розташоване за 7 км від центру громади, за 10 км від залізничної станції Ржевуська. Населення становить 360 осіб.

## Географія
Через село тече річка Смотруха, ліва притока Росі. На західній околиці села в неї впадає річка Котлярка.

## Адміністративна приналежність
Наприкінці 18 століття село входило до складу Київського воєводства Речі Посполитої. Після поділу Речі Посполитої село опинилося в складі царської Росії. У другій половині 19 століття село входило до складу Бердичівського повіту Київської губернії.

## Історія
У 1727 році, коли в Білашках було побудовано дерев'яну церкву Преображення Господнього, у селі було 60 парафіяльних дворів. Про це відомо з візитації 1741 року. Сільським священиком у 1776-1788 роках був Семен Базилевич.
До 1820 року Білашки належали поміщику Ржевуському, потім були продані К. Івановському, онука якого, княгиня Вітгенштейн, володіла селом ще й на початку 1860-х років. У 1859 році в селі все ще залишалася стара дерев'яна церква, однак, оскільки вона була старою, тут заклали нову, кам'яну, церкву. У 1864 році в селі проживало 1148 мешканців, землі було 2632 десятини. Тутешня церква за штатом була віднесена до 5 класу, землі мала 53 десятини.
1886 року в селі відбулися заворушення селян.
У 1900 році в селі було 336 дворів, мешканців обох статей — 1668 осіб, з них чоловіків — 818, жінок — 850 осіб. Головним зайняттям мешканців було хліборобство. В селі лічилося землі 2759 десятин, з яких належало поміщику — Товариству Білашківської сільської громади — 1167 десятин, церкві — 61 десятина, селянам — 1531 десятина. Господарство в маєтку вело саме товариство, за трипільною системою, як й селяни. В той час в селі були 1 православна церква, 1 каплиця, 1 церковно-приходська школа, 2 водяних млина, що належали Товариству селян. На млинах працювало 9 місцевих робітників. Крім того, у селі була кузня. Сільська пожежна частина складалася з 3 бочок, 8 багрів і 1 драбини. Вона утримувалася товариством селян за 5 рублів на рік.
Перша сільськогосподарська комуна в Білашках створена 1922 року.
Під час Голодомору 1932—1933 років, вчиненого радянською владою, у селі загинула велика кількість людей.
Під час Другої світової війни у другій половині липня 1941 року село було окуповане німецько-фашистськими військами. Червоною армією село було знову зайняте 31 грудня 1943 року.
На початку 1970-х років у Білашках місцевий колгосп «Маяк комунізму» обробляв 3961 га землі, у тому числі 2907 га орної. Виробничий напрям був рільничо-тваринницький. Працювали восьмирічна школа, будинок культури, бібліотека, медичний пункт.
12 червня 2020 року, відповідно до розпорядження Кабінету Міністрів України № 707-р «Про визначення адміністративних центрів та затвердження територій територіальних громад Вінницької області», увійшло до складу Погребищенської міської громади.
19 липня 2020 року, в результаті адміністративно-територіальної реформи та ліквідації Погребищенського району, село увійшло до складу Вінницького району.

## Населення
За даними перепису 2001 року кількість наявного населення села становила 356 осіб, із них 99,72 % зазначили рідною мову українську, 0,28 % — російську.
| Рік            | ~1864 | 1897 | ~1900 | ~1972 | 1989 | 2001 |
| -------------- | ----- | ---- | ----- | ----- | ---- | ---- |
| Кількість осіб | 1148  |      | 1668  | 1024  | 512  | 356  |

### Мова
Розподіл населення за рідною мовою за даними перепису 2001 року:
| Мова       | Відсоток |
| ---------- | -------- |
| українська | 99,72%   |
| російська  | 0,28%    |

## Відомі люди
- Сторожук Валентина Петрівна — поетеса, прозаїк, дитяча письменниця, фольклористка, краєзнавець.

## Пам'ятки
Біля села розташовані археологічні пам'ятки. На захід від села є Курганна група (4), культурна приналежність якої не встановлена. На схід від села виявлено поселення епохи пізньої бронзи, ХІІ–ІХ ст. до н. е. Біля села виявлено також поселення черняхівської культури ІІІ–IV ст. н. е.
В селі є Пам'ятник 131 воїну-односельчанину, загиблому на фронтах Великої Вітчизняної війни, встановлений 1980 року.